# Michael Hart
Michael Stern Hart (8. marts 1947 – 6. september 2011) var en amerikansk forfatter og opfinder, bedst kendt som en opfinder af e-bøger og grundlægger af Project Gutenberg, et projekt til at udgive e-bøger frit på Internettet De fleste af de første bøger i Project Gutenberg blev indtastet af Hart selv.

## Biografi
Michael Harts far var en bogholder og hans mor som tidligere havde arbejdet som en kryptoanalyst under 2. Verdenskrig, arbejdede senere i en detailbutik. I 1958 rejste familien til Urbana i Illinois hvor begge forældre blev universitetsprofessorer i hhv. Shakespeare (mor) og matematik (far). Hart blev optaget på University of Illinois at Urbana-Champaign hvor han tog afgangseksamen på blot to år. Han døde den 6. september 2011 i Illinois i en alder af 64.

## Project Gutenberg
På universitetet blev Harts givet en brugerkonto på skolens mainframecomputer. Om end fokus var mere i retning af databehandling, så var computerne forbundet i et net der senere skulle udvikle sig til internettet og Hart blev mere optaget af den side af systemet der havde med datadistribution at gøre. Han fortalte at hans konto blev oprettet den 4. juli 1971 (den amerikanske uafhængighedsdag) og han havde siddet og tænkt lidt på hvad han skulle stille op med den, da han kom i tanke om en kopi af Den amerikanske uafhængighedserklæring han havde fået stukket i hænderne i en butik tidligere samme dag. Han indtastede teksten og forsøgte at sende den til alle på netværket. Da det ikke blev vel modtaget, gemte han den på maskinen og lod andre download den individuelt.
Hvilke var starten på Project Gutenberg. Hart fortsatte med at indtaste bøger så som Biblen, og værker af Homer, Shakespeare og Mark Twain. I 1987 havde han indtastet 313 bøger, hvorefter andre kom til med egne bidrag, og projektet voksede meget hurtigere.